# Mácsova
Mácsova románul: Maciova, falu Romániában, a Bánságban, Krassó-Szörény megyében.

## Fekvése
Karánsebestől északra, a Temes jobb partján fekvő település.

## Története
Mácsova nevét 1394-ben említette először oklevél Machwa, Macsva néven. 1496-ban Machowa, 1511-ben Macho, 1577-ben Maczova, 1585-ben Maczowa, Machyowa, 1808-ban Macsová, 1888-ban és 1913-ban Mácsoca néven említették.
1851-ben Fényes Elek írta Mácsováról: „Macsova, Krassó vármegyében, Karánsebeshez 1 órányira: 272 óhitű lakossal, s anyatemplommal, szép erdővel. Bírja Licsek család.”
A trianoni békeszerződés előtt Krassó-Szörény vármegye Temesi járásához tartozott.
1910-ben 852 lakosából 617 román, 207 cigány, 16 magyar, 11 német volt. Ebből 825 görög keleti ortodox, 25 római katolikus volt.